# 2258 Viipuri
2258 Viipuri este un asteroid din centura principală, descoperit pe 7 octombrie 1939 de Yrjö Väisälä.